# Quercus argyrotricha
Espèce
Classification phylogénétique
Statut de conservation UICN

PEWD : Peut-être éteint à l'état sauvage
Quercus argyrotricha est une espèce d'arbres du sous-genre Cyclobalanopsis. L'espèce est présente en Chine.